# Zhangzheng
Zhangzheng (kinesiska: 掌政, 掌政镇) är en köping i Kina. Den ligger i den autonoma regionen Ningxia, i den nordvästra delen av landet, omkring 10 kilometer sydost om regionhuvudstaden Yinchuan. Antalet invånare är 34 256. Befolkningen består av 17 712 kvinnor och 16 544 män. Barn under 15 år utgör 16,0 %, vuxna 15-64 år 77 %, och äldre över 65 år 5,0 %.
Genomsnittlig årsnederbörd är 307 millimeter. Den regnigaste månaden är juli, med i genomsnitt 80 mm nederbörd, och den torraste är december, med 1 mm nederbörd.